# (4299) WIYN
(4299) WIYN ist ein Hauptgürtelasteroid, der am 28. August 1952 a Goethe-Link-Observatorium entdeckt wurde.
Der Asteroid wurde nach dem WIYN-Teleskop benannt.